# Salix argyrotrichocarpa
Salix argyrotrichocarpa är en videväxtart som beskrevs av C.F. Fang. Salix argyrotrichocarpa ingår i släktet viden, och familjen videväxter. Inga underarter finns listade i Catalogue of Life.